# همیه‌لی (شماخی)
همیه‌لی (به لاتین: Həmyəli) یک منطقه مسکونی در جمهوری آذربایجان است که در شهرستان شماخی واقع شده است. همیه‌لی ۱۱۰۲ نفر جمعیت دارد.